# 私、オルガ・ヘプナロヴァー
『私、オルガ・ヘプナロヴァー』（わたし、おるが・へぷなろゔぁー、原題：Já, Olga Hepnarová）は、トマーシュ・ヴァインレプとペトル・カズダ監督・脚本による2016年のチェコ・ポーランド・スロバキア・フランスの合作で、1973年7月10日にチェコスロバキア（当時）のプラハでトラックを暴走させ8人を殺害した実在のスプリー・キラー、オルガ・ヘプナロヴァの伝記映画である。

## あらすじ
オルガ・ヘプナロヴァーは温かみのない家庭で暮らし、誰からも拒絶されていると感じている。 13歳の時に薬物による自殺を図るが失敗し、収容された児童精神科では同室の少女たちから壮絶ないじめを受ける。 その後、彼女は学校を辞め、実家からも出て一人で暮らし始めた。 オルガは運転手として働き、職場でイトカという女性と出会う。オルガとイトカは性的関係を結ぶが、イトカにすぐ振られてしまい、オルガは孤独のどん底に突き落とされた。医師である母親や精神科医もオルガを突き放し、彼女はさらに自暴自棄になる。
かつては勤務態度の悪さから懲戒処分を受けたオルガだが、やがて運転技術が認められ新車を回してもらえるようになった。彼女は会社の寮に移り住み、ルームメイトのアレナとは比較的良好な関係を築く。また仕事中のオルガに声をかけた中年男性ミラと友人になる。しかしながら彼女の絶望が埋まることはなかった。
そしてある日、彼女はプラハの中心街の路面電車の停留所にトラックで突っ込んだ。逮捕された彼女は弁護士に対し「死刑を望む」と宣言した。裁判ではこれまで受けてきた痛みと憤りを訴え、自身のような「プリューゲルクナーベ（ウィピング・ボーイ）」がこれ以上いじめられないようにこの行為に及んだと語った。オルガ・ヘプナロヴァーは死刑判決を受け、絞首刑に処された。

## キャスト
| 役名                           | 俳優                       |
| ------------------------------ | -------------------------- |
| オルガ・ヘプナロヴァー         | ミハリーナ・オルシャンスカ |
| イトカ                         | マリカ・ソポスカー         |
| オルガの母親                   | クラーラ・メリーシコヴァー |
| ミラ（ミロスラウ・ダヴィッド） | マルチン・ペフラート       |
| アレナ                         | マルタ・マズレク           |